# Фирнхајм
Фирнхајм (њем. Viernheim) град је у њемачкој савезној држави Хесен. Једно је од 22 општинска средишта округа Бергштрасе. Према процјени из 2010. у граду је живјело 32.502 становника. Посједује регионалну шифру (AGS) 6431020.

## Географски и демографски подаци
Фирнхајм се налази у савезној држави Хесен у округу Бергштрасе. Град се налази на надморској висини од 98 метара. Површина општине износи 48,4 km². У самом граду је, према процјени из 2010. године, живјело 32.502 становника. Просјечна густина становништва износи 672 становника/km².

## Међународна сарадња
| Мјесто     | Држава               | Врста сарадње | Од    |
| ---------- | -------------------- | ------------- | ----- |
| Ровиго     | Италија              | партнерство   | 1991. |
| Потерс Бар | Уједињено Краљевство | партнерство   | 1971. |
| Франконвил | Француска            | партнерство   | 1966. |
|            | Чешка                | пријатељство  | 1968. |
| Сатоневри  | Буркина Фасо         | партнерство   | 1991. |
| Извор      |                      |               |       |